# Stefano da San Gregorio

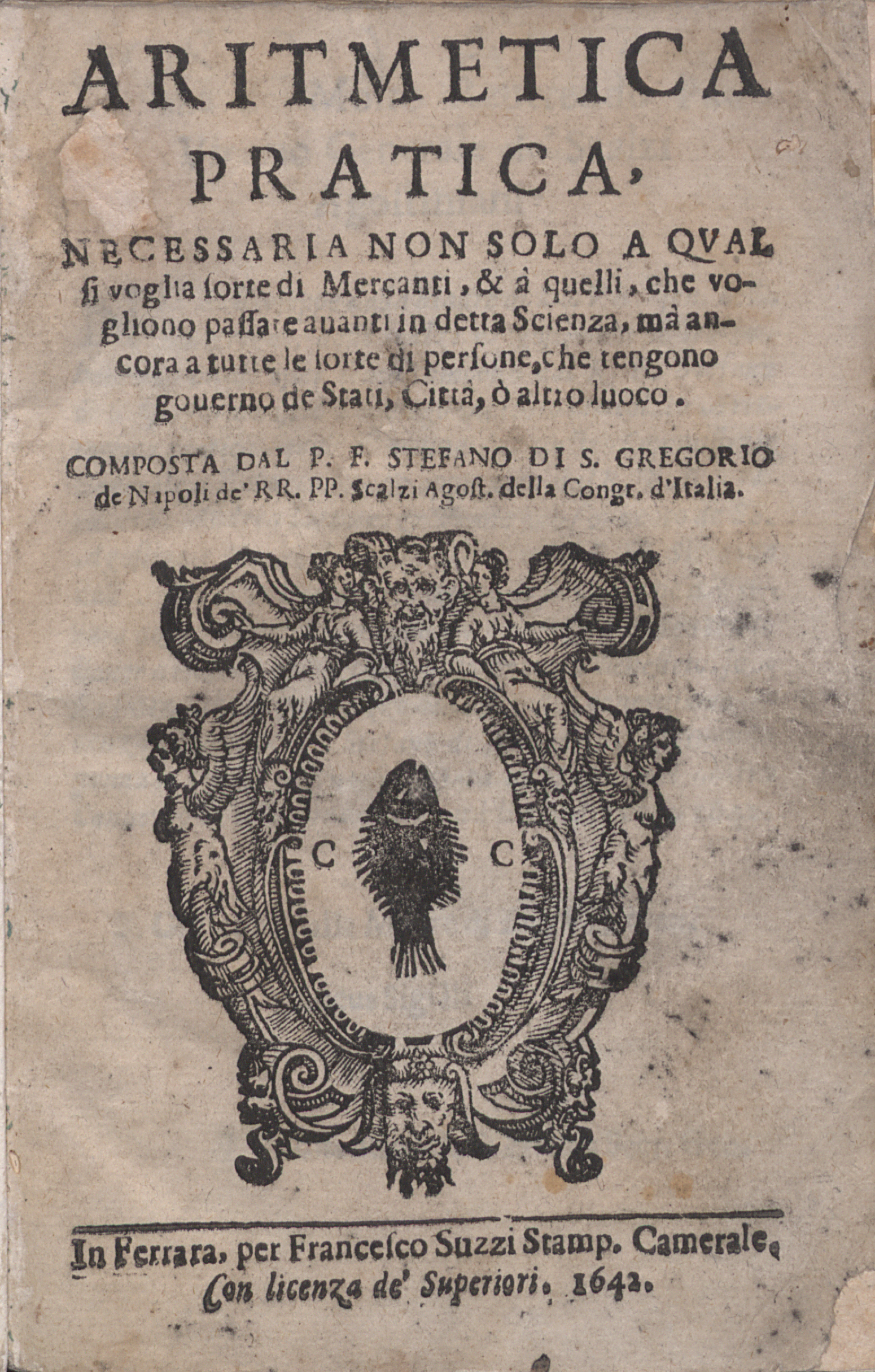
Aritmetica pratica, frontespizio

Stefano da San Gregorio, o di San Gregorio, o anche Stefano Sangregorio (Napoli, ... – XVII secolo), è stato un matematico, giurista e teologo italiano.

## Biografia
Scrittore napoletano di vasta erudizione, fu un religioso appartenente all'Ordine degli agostiniani scalzi.
Dopo una prima opera in volgare intitolata Aritmetica pratica (1642), scrisse in lingua latina un trattato di diritto commerciale, De praecipuis iuris et iustitiae partibus (1643), dal taglio non comune, dedicato nella prima parte alla questione della «restitutio» e nella seconda, ben più ampia, a ogni tipologia di contratto, incluse l'assicurazione, la simonia e l'usura.
Si applicò, oltre che al diritto civile e canonico, alla teologia mistica, con la sua terza opera – la seconda in latino – intitolata De divinae pietatis vinculis (1645), dedicata ai sacramenti.

## Opere
- Aritmetica pratica, Ferrara, Francesco Suzzi, 1642.
- (LA) De praecipuis iuris et iustitiae partibus, restitutione scilicet et contractibus, universales tractatus, Ferrara, Francesco Suzzi, 1643.
- (LA) De divinae pietatis vinculis, quibus quilibet Deo arctius iungitur, sacramentis scilicet in genere, universales tractatus, Milano, Francesco Vigoni, 1668  [1645].